# Knezovi Zrinski
Zrinski su hrvatska velikaška obitelj koja je tijekom srednjeg vijeka, sve do kraja 17. stoljeća značajno utjecala na politički, kulturni i društveni život u Hrvatskoj.

## Povijest

### Podrijetlo knezova Zrinskih
Počeci uspona obitelji sežu u 12. stoljeće, kada knezovi Bribirski iz starog hrvatskog plemena Šubića, zajedno s predstavnicima ostalih hrvatskih velikaških rodova, sklapaju državni ugovor (Pacta Conventa) s ugarskim kraljem Kolomanom iz dinastije Arpadovića. Vrhunac dosižu početkom 14. stoljeća za vladavine Pavla I. Šubića Bribirskog koji je nosio časti bana Hrvata i gospodara Bosne te pod svojom vlašću imao cjelokupni prostor stare Hrvatske.
Moć obitelji Šubić skršili su vladari iz Anžuvinske dinastije već u sljedećem naraštaju, za banovanja Pavlovog sina Mladena II. Godine 1347. bili su prisiljeni predati strateški važnu utvrdu Ostrovicu s Lučkom županijom, za koju je kralj Ludovik I. Anžuvinac, Grguru IV. i njegovom štičeniku Jurju III. Bribirskom, osnivaču loze Zrinskih (kao Juraj I. Zrinski), predao utvrđeni grad Zrin, na Zrinskoj gori u tadašnjoj Slavoniji, koji je postao sjedište obitelji. Od tada se taj odvjetak roda Šubića počinje nazivati knezovima Zrinskim.

### Uspon obitelji Zrinski
Po dolasku u Slavoniju i novo sjedište Zrin, obitelj je postupno širila posjede između gornje Kupe i Une. Tako su u drugoj polovici 15. stoljeća posjedovali vlastelinstva Pedalj, Gvozdansko, Pastuški grad, Završki grad, Stupnički grad, Semidraž, Jamnički grad, Dobriljin i Podmilanski grad.
Sve do kraja 15. stoljeća obitelj se nije previše isticala u javnom životu Hrvatske. Održavala je veze s ostalim članovima roda Bribirskih, pa je tako Petar I. (1400. – 1440) baštinio posjede Jakova Bribirskog.
Zrinski su od 16. stoljeća, uz Frankapane, bili najmoćnija hrvatska velikaška obitelj. Uspon obitelji započeo je s Nikolom III. († 1534.) koji je znatno proširio posjede na račun Vranskog priorata i baštine bana Ivana Karlovića s kojim je sklopio baštinski ugovor nakon vjenčanja s njegovom kćerkom Jelenom.
Na saboru u Cetinu 1526. godine podupirao je Ferdinanda I. Habsburškog. Njegovi sinovi bili su Nikola IV. Šubić Zrinski († 1566.) i Ivan I. († 1541.), istaknuti protuturski ratnici koji su za odanost dinastiji nagrađeni posjedima i gradovima Kostajnica, Medvedgrad, Čakovec i Međimurje, Ozalj i Bakar. U to vrijeme sjedište obitelji postaje grad Čakovec. Preuzimanjem novih stečevina posjedi obitelji Zrinski protezali su se od Mure do Jadrana.
Nikolini sinovi Juraj IV. (1549. – 1603.) i Nikola V. (1559. – 1605.) bili su pristaše protestantizma, dok su se Jurjevi sinovi Nikola VI. († 1625.) i Juraj V. (1589. – 1626.), hrvatski ban i sudionik Tridesetogodišnjeg rata, vratili katoličkoj vjeri.

### Vrhunac moći i pad
Sinovi bana Jurja, Nikola VII. (1620. – 1664.) i Petar IV. (1621. – 1671.), hrvatski banovi, bili su istaknuti protuturski ratnici u 17. stoljeću. Nasilni kraj obitelji u drugoj polovici 17. stoljeća uzrokovan je sukobom s bečkim dvorom, poznatim kao urota zrinsko-frankopanska koji je izbio zbog nezadovoljstva hrvatskih i ugarskih velikaša politikom centralizacije i germanizacije.
Posljednji ban iz roda Zrinskih, Petar IV., ubijen je u Bečkom Novom Mjestu 30. travnja 1671. godine zajedno sa svojim šurjakom Franom Krstom Frankopanom. Petrova supruga Katarina i njihov Ivan Antun Baltazar Zrinski († 1703.) proveli su ostatak života zatočeni u tamnici u Grazu. Njihovi posjedi su opljačkani i predani Dvoru.
Nikolin sin Adam Zrinski zadržao je svoje posjede i časti, no poginuo je 1691. u bitci kod Slankamena ne ostavivši potomke nakon čega su i njegovi posjedi pripali bečkom dvoru.
Slomom obitelji Zrinski i njihovim nestankom s povijesne scene znatno se umanjila otpornost hrvatskog plemstva da se odupre centralističkim tendencijama bečkog dvora.

## Grčki ogranak Zrinskih
Krajem 20. stoljeća pojavile su se vijesti o postojanju grčke loze obitelji Zrinski. Te tvrdnje do danas nisu znanstveno valorizirane, iako je Hrvatski plemićki zbor, krovna udruga hrvatskog plemstva, potvrdio autentičnost njihova podrijetla. Prema tradiciji grčke obitelji Sdrinias, u 16. stoljeću je jedan pripadnik obitelji Zrinski imenom Martin stupio u službu Mletačke Republike i bio imenovan vojnim zapovjednikom na otoku Kefalonija. Podatak o tome zabilježen je u Libro D'Oro (Zlatna knjiga) kefalonskog plemstva u kojoj se prezime navodi u oblicima Sdrin, Sdrinia, Sdrigna i Zrin.
U drugoj polovici 19. stoljeća jedan ogranak obitelji preselio se u Atenu, dok su drugi članovi ostali na Kefaloniji. Potomak jednog od članova grčke obitelji, Dionisios Sdrinias, živi danas u Grčkoj.